# ダナエ (クリムトの絵画)
『ダナエ』（独: Danaë）は、帝政オーストリアの画家グスタフ・クリムトが1907年から1908年にかけて描いた油絵。77 x 83 cmのキャンバスに描かれ、現在はウィーンのヴュルトレ画廊（Galerie Würthle）に所蔵されている。

## テーマ
この絵は、有名なギリシャ神話をテーマにしている。
美しい娘ダナエは父であるアルゴス王アクリシオスによって青銅の塔に閉じ込められたが、ゼウスは黄金の雨になって塔に入りダナエと交わった。そうして生まれたダナエの子がペルセウスである。
この絵の中で、ダナエの両脚の間を流れる黄金の雨はゼウスの象徴である。